# Katja Schülke
Katja Schülke (n. 18 martie 1984, în Frankfurt pe Odra) este o fostă handbalistă germană care a jucat pentru Handball-Club Leipzig și echipa națională a Germaniei.
Schülke a început să joace handbal în 1994, la Frankfurter HC, cu care a câștigat Campionatul Germaniei în 2004. În sezonul 2008/09, ea s-a transferat la Handball-Club Leipzig, cu care a semnat un contract pe trei ani. Împreună cu Handball-Club Leipzig, Schülke a câștigat din nou campionatul german, în 2009 și 2010. Katja Schülke a făcut parte din echipa Germaniei care a participat la Campionatul Mondial din 2009, desfășurat în China, precum și din echipa germană care a participat la Campionatul European din 2012, desfășurat în Serbia.

## Palmares
- Campionatul Germaniei:
  - Câștigătoare: 2004, 2009, 2010
- Cupa Germaniei:
  - Câștigătoare: 2003, 2016
- Supercupa Germaniei:
  - Câștigătoare: 2008